# Giả thuyết Oppermann
Giả thuyết Oppermann là bài toán chưa giải trong toán học về sự phân phối của các số nguyên tố. Nó có quan hệ gần gũi nhưng mạnh hơn giả thuyết Legendre, giả thuyết Andrica, và giả thuyết Brocard. Nó được đặt tên theo nhà toán học Đan Mạch Ludvig Oppermann, người đề xuất nó trong bài giảng chưa xuất bản trong tháng 3 năm 1877.

## Phát biểu
Giả thuyết phát biểu rằng, cho mọi số nguyên x > 1, tồn tại ít nhất một số nguyên tố nằm giữa 
x(x − 1) và x2,
và một số nguyên tố khác nằm giữa 
x2 và x(x + 1).
Sử dụng hàm đếm số nguyên tố, ta cũng có thể phát biểu rằng giá trị hàm tại từng điểm mút của khoảng phải khác nhau Nghĩa là:
π(x2 − x) < π(x2) < π(x2 + x) for x > 1
trong đó π(x) đếm số nguyên tố nhỏ hơn hoặc bằng x.

## Hệ quả
Nếu giả thuyết, thì khoảng cách giữa hai số nguyên tố sẽ có cấp
{\displaystyle g_{n}<{\sqrt {p_{n}}}\,}.
Điều này có nghĩa rằng sẽ có ít nhất hai số nguyên tố nằm giữa x2 và (x + 1)2 (một trong khoảng x2 tới x(x + 1) và cái còn lại trong khoảng x(x + 1) tới (x + 1)2), mạnh hơn giả thuyết Legendre rằng có ít nhất một số nguyên tố trong khoảng này. Bởi có ít nhất một số không phải nguyên tố giữa hai số nguyên tố lẻ nên đồng thời cũng suy ra giả thuyết Brocard rằng có ít nhất bốn số nguyên tố nằm giữa bình phương của hai số nguyên tố lẻ. Đồng thời, nó cũng suy ra rằng khoảng cách lớn nhất có thể giữa hai số nguyên tố liên tiếp phải tỷ lệ với hai lần của bình phương của hai số đó, giống với phát biểu của giả thuyết Andrica.
Giả thuyết cũng đồng thời sẽ chỉ ra rằng sẽ có ít nhất một số nguyên tố nằm trong mỗi góc quay một phần tử của đường xoắn Ulam.

## Trạng thái
Kể cả khi x bé, số số nguyên tố trong các khoảng của giá thuyết vẫn lớn hơn 1, cho thấy khả năng cao rằng giả thuyết đúng. Tuy nhiên, tính đến  năm 2015., giả thuyết Oppermann vẫn chưa được chứng minh.